# Teri Náray
Teri Náray (Orosháza, 20 settembre 1916 – Budapest, 21 aprile 1995) è stata un'attrice ungherese.
Iniziò una lunga carriera sul palcoscenico nel 1936 al Teatro Terézkörúti e due anni più tardi entrò nel Teatro della Commedia di Budapest (Vígszínház).

Fra il 1951 ed il 1957 recitò per il Teatro della Gioventù, dopodiché fu ingaggiata dal Teatro Attila József fino al 1972. Fra i suoi ruoli più importanti figura Marion in The Linden Tree di J. B. Priestley, Almina Clare in Waiting in the Wings di Noël Coward e Donátffyné in Fenn az ernyő, nincsen kas di Ede Szigligeti.
La sua carriera include anche numerose partecipazioni in produzioni televisive e cinematografiche. Nel 1976 apparve nella miniserie televisiva Beszterce ostroma, e nel 1984 fu protagonista della miniserie tv Különös házasság.